# Toralf Engan
Toralf Engan, norveški smučarski skakalec, * 1. oktober 1936, Hølonda, Norveška.
Engan je nastopil na Zimskih olimpijskih igrah 1964 v Innsbrucku, kjer je osvojil naslov olimpijskega prvaka na veliki skakalnici in podprvaka na srednji. Na Svetovnem prvenstvu 1962 v Zakopanah je osvojil še naslov svetovnega prvaka, v sezoni 1962/63 je zmagal tudi na Novoletni turneji.